# اماتپک
اماتپک (به اسپانیایی: Amatepec) یک منطقهٔ مسکونی در مکزیک است که در ایالت مکزیک واقع شده‌است.

## خصوصیات
اماتپک ۶۲۴٫۹ کیلومترمربع مساحت و ۲۷٬۰۲۶ نفر جمعیت دارد.